# Romario Ibarra
Romario Andrés Ibarra Mina (* 24. September 1994 in Atuntaqui) ist ein ecuadorianischer Fußballspieler.

## Karriere

### Verein
Er startete seine Karriere in der Jugend von CD Valle del Chota, von wo er im April 2010 von der dortigen U20 in die des Club Deportivo Espoli wechselte, von dort aus wechselte er in derselben Altersklasse schließlich nochmal weiter in den Kader von CD Universidad Católica. Bei diesen ging er ab Februar 2012 auch fest in den Kader der ersten Mannschaft über. Hier kam er aber erst einmal nicht so richtig zum Einsatz und wechselte so erst einmal auf Leihbasis ab Januar 2013 zum LDU Quito, wo er in der zweiten Saisonphase ein paar Einsätze hatte, jedoch auch nicht mehr als bei seinem Stammklub. Nach einem Jahr endete hier dann die Leihe und er wurde wieder Teil des Kaders von Universidad, wo er nun nach dem Aufstieg der Mannschaft relativ schnell zum Stammspieler aufstieg.
Nach einigen Jahren in seiner Heimat, wechselte er im Sommer 2018 für eine Ablöse von 725.000 € in die USA zum MLS-Franchise Minnesota United. Nach einem Jahr hier wurde er im darauffolgenden Sommer nach Mexiko zum CF Pachuca verliehen. Nach dem Ablauf der Spielzeit 2019/20 wechselte er dann auch fest zu dem Klub.

### Nationalmannschaft
Sein Debüt in der ecuadorianischen Nationalmannschaft hatte er am 5. Oktober 2017 bei einer 1:2-Niederlage gegen Chile während der Qualifikation für die Weltmeisterschaft 2018, wo er zur 82. Minute für Cristián Ramírez eingewechselt wurde und gleich eine Minute später auch sein erstes Länderspieltor erzielte. Nach einem weiteren Qualifikationsspiel sammelte er ab 2018 noch weitere Einsätze bei Freundschaftsspielen und war auch Teil des Turnier-Kaders bei der Copa América 2019.
Ab Oktober 2020 wurde er dann auch in Spielen der Qualifikation für die Weltmeisterschaft 2022 eingesetzt. Nach einigen weiteren Freundschaftsspielen im Sommer und Herbst 2022, wurde er schließlich auch für den Turnier-Kader der Mannschaft bei der Endrunde der Weltmeisterschaft 2022 nominiert.